# Портидж (округ, Огайо)
Округ Портидж (англ. Portage County) располагается в штате Огайо, США. Официально образован в 1807 году. По состоянию на 2010 год, численность населения составляла 161 419 человек.

## География
По данным Бюро переписи США, общая площадь округа равняется 1 305,517 км2, из которых 1 262,315 км2 суша и 43,201 км2 или 3,310 % это водоёмы.

## Население
По данным переписи населения 2000 года в округе проживает 152 061 жителей в составе 56 449 домашних хозяйств и 39 175 семей. Плотность населения составляет 119,00 человек на км2. На территории округа насчитывается 60 096 жилых строений, при плотности застройки около 47,00-ми строений на км2. Расовый состав населения: белые — 94,40 %, афроамериканцы — 3,18 %, коренные американцы (индейцы) — 0,18 %, азиаты — 0,82 %, гавайцы — 0,01 %, представители других рас — 0,22 %, представители двух или более рас — 1,19 %. Испаноязычные составляли 0,72 % населения независимо от расы.
В составе 32,30 % из общего числа домашних хозяйств проживают дети в возрасте до 18 лет, 55,60 % домашних хозяйств представляют собой супружеские пары проживающие вместе, 10,10 % домашних хозяйств представляют собой одиноких женщин без супруга, 30,60 % домашних хозяйств не имеют отношения к семьям, 23,30 % домашних хозяйств состоят из одного человека, 7,40 % домашних хозяйств состоят из престарелых (65 лет и старше), проживающих в одиночестве. Средний размер домашнего хозяйства составляет 2,56 человека, и средний размер семьи 3,03 человека.
Возрастной состав округа: 23,70 % моложе 18 лет, 14,30 % от 18 до 24, 28,60 % от 25 до 44, 22,30 % от 45 до 64 и 22,30 % от 65 и старше. Средний возраст жителя округа 34 лет. На каждые 100 женщин приходится 95,40 мужчин. На каждые 100 женщин старше 18 лет приходится 92,40 мужчин.
Средний доход на домохозяйство в округе составлял 44 347 USD, на семью — 52 820 USD. Среднестатистический заработок мужчины был 37 434 USD против 26 232 USD для женщины. Доход на душу населения составлял 20 428 USD. Около 5,90 % семей и 9,30 % общего населения находились ниже черты бедности, в том числе — 9,90 % молодежи (тех, кому ещё не исполнилось 18 лет) и 5,70 % тех, кому было уже больше 65 лет.